# دورز (تگزاس)
دورز، تگزاس(به انگلیسی: Devers, Texas) شهری در ایالت تگزاس از ایالات جنوبی ایالات متحده آمریکا است. در سرشماری سال ۲۰۰۰، جمعیت این شهر ۴۱۶ نفر اعلام شد.